# Cantonul Reims-9
Cantonul Reims-9 este un canton din arondismentul Reims, departamentul Marne, regiunea Champagne-Ardennen, Franța.

## Comune
- Reims (parțial)